# Delahaye Type 149
Der Delahaye Type 149 ist ein Lkw-Modell aus den 1930er Jahren. Hersteller war Automobiles Delahaye in Frankreich.

## Beschreibung
Die Fahrzeuge wurden zwischen 1935 und 1936 hergestellt. Sie haben einen Dieselmotor.
Die Nutzlast beträgt 3,5 Tonnen und das zulässige Gesamtgewicht 5 Tonnen.